# Sint-Pieters-Voeren
Sint-Pieters-Voeren (franska: Fouron-Saint-Pierre, Fourons (Fouron-Saint-Pierre)) är en ort i Belgien.   Den ligger i provinsen Limburg och regionen Flandern, i den östra delen av landet, 100 km öster om huvudstaden Bryssel. Sint-Pieters-Voeren ligger 153 meter över havet och antalet invånare är 4 235.
Terrängen runt Sint-Pieters-Voeren är lite kuperad. Runt Sint-Pieters-Voeren är det ganska tätbefolkat, med 239 invånare per kvadratkilometer.. Närmaste större samhälle är Verviers, 16,8 km söder om Sint-Pieters-Voeren. 
Omgivningarna runt Sint-Pieters-Voeren är en mosaik av jordbruksmark och naturlig växtlighet.